# Otto Zöbisch
Otto Zöbisch, född 1869 i Leipzig, död 1935 i Budapest, var en tysk balettdansare. Han var balettmästare för Kungliga Baletten på Kungliga Operan i Stockholm två gånger; från 1901 till 1905, och från 1911 till 1913.
Verksam i Leipzig, vid Lindentheatern i Berlin, Stadttheatern i Köln, under tre år 1895–1898 som balettmästare, och 1898–1901 som premiärdansör vid hovteatern i Dresden.